# Bryan Alceus
Bryan Alceus (Colombes, Francia, 1 de febrero de 1996) es un futbolista francés-haitiano. Juega de centrocampista y su equipo es el F. C. Pyunik de la Liga Premier de Armenia.

## Trayectoria
Comenzó su carrera en las inferiores del F. C. Girondins de Burdeos, donde formó parte del segundo equipo entre 2014 y 2016. Tras su salida del club, continuó su carrera en clubes franceses.

## Selección nacional
Debutó con la selección de Haití el 29 de mayo de 2016 ante Colombia en un amistoso.

### Participaciones en Copa Oro de la Concacaf
| Copa                            | Sede           | Resultado      |
| ------------------------------- | -------------- | -------------- |
| Copa de Oro de la Concacaf 2019 | Norteamérica   | Semifinales    |
| Copa de Oro de la Concacaf 2021 | Estados Unidos | Fase de grupos |

## Clubes
| Club                          | País       | Año       |
| ----------------------------- | ---------- | --------- |
| F. C. Girondins de Burdeos II | Francia    | 2014-2016 |
| A. S. Cozes                   | Francia    | 2017      |
| Stade Bordelais               | Francia    | 2017-2018 |
| Entente SSG                   | Francia    | 2018-2019 |
| C'Chartres                    | Francia    | 2019      |
| Paris F. C.                   | Francia    | 2019-2020 |
| F. C. Bastia-Borgo (cedido)   | Francia    | 2020      |
| Gaz Metan Mediaș              | Rumania    | 2020-2022 |
| Zira F. K.                    | Azerbaiyán | 2022      |
| F. C. Argeș Pitești           | Rumania    | 2022-2023 |
| Olympiakos Nicosia (cedido)   | Chipre     | 2023      |
| Doxa Katokopias               | Chipre     | 2023-2024 |
| F. C. Pyunik                  | Armenia    | 2024-     |